# Сюрай, Матис
Матис Сюрай (нидерл. Mathis Suray; род. 26 июля 2001, Шарлеруа, Валлония) — бельгийский футболист, атакующий полузащитник клуба «Гоу Эхед Иглз».

## Клубная карьера
Сюрай — воспитанник клуба «Андерлехт». В 2020 году игрок подписал контракт с нидерландским «Дордрехтом». 5 октября в матче против ТОП Осс он дебютировал в Эрстедивизи. 29 октября 2021 года в поединке против «Волендама» Матис забил свой первый гол за «Дордрехт».
Летом 2024 года Сюрай перешёл в «Гоу Эхед Иглз», подписав контракт на 3 года. 1 августа дебютировал за клуб в матче Лиги конференций УЕФА против норвежского «Бранна», выйдя на замену на 64-й минуте вместо Эверта Линтхорста. 11 августа дебютировал в Эредивизи в матче с «Фортуной».

## Достижения
«Гоу Эхед Иглз»
- Обладатель Кубка Нидерландов: 2024/25[нидерл.]